# Theodor Sparkuhl
Theodor Sparkuhl (Hannover, 7 ottobre 1894 – Santa Fe, 13 giugno 1946) è stato un direttore della fotografia e regista tedesco.

## Biografia
Theodor Sparkuhl nacque a Hannover il 7 ottobre 1894 in una famiglia della buona borghesia, con il padre, Carl, che era direttore di banca. Theodor iniziò la sua carriera lavorativa molto giovane, nel 1911, prima come venditore di proiettori cinematografici, poi come cameraman di cinegiornali alla Gaumont, il ramo tedesco della compagnia di produzione francese. In questa veste, viaggiò in Russia e in Medio Oriente fino allo scoppio della prima guerra mondiale, quando fu inviato in varie parti del fronte orientale.
Nel 1916, Sparkuhl - che aveva già lavorato come semplice operatore per la Eiko-Film - intraprese la carriera di direttore della fotografia per alcuni studi, collaborando, tra gli altri, con Georg Jacoby ma, soprattutto, con Ernst Lubitsch, di cui diventò, per quello che riguardava la fotografia, il braccio destro. Dal 1916 fino alla partenza del regista per Hollywood, Sparkuhl lavorò con Lubitsch in tutti i suoi film più importanti, occupandosi anche delle attrezzature di Madame du Barry, Anna Bolena e Theonis, la donna dei faraoni.
Nel periodo tra il 1927 e il 1928, Sparkuhl affrontò anche la regia, firmando in collaborazione con Adolf Trotz quello che sarebbe rimasto il suo unico film da regista, Der Henker. Il 1928, segna anche l'anno del suo ultimo lavoro in Germania, Abwege, diretto da Georg Wilhelm Pabst.

## Regno Unito, Francia e Hollywood
Dal 1928 al 1930, Sparkuhl - che si era trasferito in Inghilterra - lavorò per la British International Pictures, una compagnia di produzione che era stata appena fondata dall'avvocato scozzese John Maxwell. In questo breve periodo, lavorò a un film di Henrik Galeen e a una commedia del duo comico danese Fy og Bi. Nel 1930, andò in Francia, dove fu direttore della fotografia di La cagna di Jean Renoir, collaborando anche con Marc Allégret. Alla fine del 1931, si stabilì negli Stati Uniti dove venne assunto dalla Paramount per cui lavorò fino al 1945.

## Filmografia
- Tenente per ordini superiori (Leutenant aus Befehl), regia di Ernst Lubitsch (1916)
- Società tenori (Der G.M. B.H. Tenor), regia di Ernst Lubitsch (1916)
- Der Millionenschuster, regia di Franz Schmelter (1916)
- L'allegra prigione (Das fidele Gefängnis), regia di Ernst Lubitsch (1917)
- Il cavaliere del toboga (Der Rodelkavalier), regia di Ernst Lubitsch (1918)
- Der Flieger von Goerz, regia di Georg Jacoby (1918)
- Non vorrei essere un uomo (Ich mochte kein Mann sein), regia di Ernst Lubitsch (1918)
- Keimendes Leben, Teil 1, regia di Georg Jacoby (1918)
- La ragazza del balletto (Das Mädel vom Ballett), regia di Ernst Lubitsch (1918)
- Meyer il berlinese (Meyer aus Berlin), regia di Ernst Lubitsch (1919)
- Meine Frau, die Filmschauspielerin, regia di Ernst Lubitsch (1919)
- Kreuzigt sie!, regia di Georg Jacoby (1919)
- La principessa delle ostriche (Die Austernprinzessin), regia di Ernst Lubitsch (1919)
- Vendetta, regia di Georg Jacoby (1919)
- Der lustige Ehemann, regia di Léo Lasko (1919)
- Madame du Barry, regia di Ernst Lubitsch (1919)
- La sbornia (Rausch), regia di Ernst Lubitsch (1919)
- Contessa Doddy (Komtesse Doddy), regia di Georg Jacoby (1919)
- La bambola di carne (Die Puppe), regia di Ernst Lubitsch (1919)
- Keimendes Leben, Teil 2, regia di Georg Jacoby (1919)
- Due sorelle (Kohlhiesels Töchter), regia di Ernst Lubitsch (1920)
- Romeo e Giulietta sulla neve (Romeo und Julia in Schnee) regia di Ernst Lubitsch (1920)
- Sumurun, regia di Ernst Lubitsch (1920)
- Anna Bolena (Anna Boleyn), regia di Ernst Lubitsch (1920)
- Die Marchesa d'Armiani, regia di Alfred Halm (1920)
- Lo scoiattolo (Die Bergkatze), regia di Ernst Lubitsch (1921)
- Grausige Nächte, regia di Lupu Pick (1921)
- Der Roman eines Dienstmädchens, regia di Reinhold Schünzel (1921)
- Die Sünden der Mutter, regia di Georg Jacoby (1921)
- Theonis, la donna dei faraoni (Das Weib des Pharao), regia di Ernst Lubitsch (1922)
- Il paradiso delle signore (Zum Paradies der Damen), regia di Lupu Pick (1922)
- La fiamma dell'amore (Die Flamme), regia di Ernst Lubitsch (1923)
- La vecchia legge (Das alte Gesetz), regia di Ewald André Dupont (1923)
- S.O.S. Die Insel der Tränen, regia di Lothar Mendes (1923)
- Die fünfte Straße, regia di Martin Hartwig (1923)
- Carlos und Elisabeth, regia di Richard Oswald (1924)
- Neuland, regia di Hans Behrendt (1924)
- Decameron Nights, regia di Herbert Wilcox (1924)
- Komödie des Herzens, regia di Rochus Gliese (1924)
- Die Frau von vierzig Jahren, regia di Richard Oswald (1925)
- Il furfante (Der Blackguard), regia di Graham Cutts (1925)
- Die Gesunkenen, regia di Rudolf Walther-Fein e Rudolf Dworsky (1926)
- Manon Lescaut, regia di Arthur Robison (1926)
- Fedora, regia di Jean Manoussi (1926)
- Die Boxerbraut, regia di Johannes Guter (1926)
- Die Flucht in den Zirkus, regia di Mario Bonnard e Guido Schamberg (1926)
- La signora che non vuole bambini (Madame wünscht keine Kinder), regia di Alexander Korda (1926)
- Der Soldat der Marie, regia di Erich Schönfelder (1927)
- Der Sohn der Hagar, regia di Fritz Wendhausen (1927)
- Jugendrausch, regia di Georg Asagaroff, Władysław Starewicz (1927)
- L'ultimo valzer (Der letzte Walzer), regia di Arthur Robison (1927)
- Der Fluch der Vererbung, regia di Adolf Trotz (1927)
- Die Spielerin, regia di Graham Cutts (1927)
- Zwei unterm Himmelszelt, regia di Johannes Guter, Ernst Wolff (1927)
- Sindflut, regia di Josef Berger (1927)
- Ich hatte einst ein schönes Vaterland, regia di Max Mack (1928)
- Liebeskarneval, regia di Augusto Genina (1928)
- Der Henker, regia di Theodor Sparkuhl, Adolf Trotz (1928)
- Crisi (Abwege), regia di Georg Wilhelm Pabst (1928)
- The Rocket Bus, regia di W.P. Kellino (1929)
- After the Verdict, regia di Henrik Galeen (1929)
- La Meilleure bobonne, regia di Marc Allégret - cortometraggio (1930)
- L'Amour à l'américaine, regia di Claude Heymann e Pál Fejös (1931)
- La chiave di vetro (The Glass Key), regia di Stuart Heisler (1942)
- Le figlie dello scapolo (The Bachelor's Daughters), regia di Andrew L. Stone (1946)